# Il segreto dell'infanzia
Il segreto dell'infanzia (lit. ‘El secret de la infància’) és un assaig de Maria Montessori de psicologia infantil. Va ser publicat originalment en francès el 1936. És un dels més reconeguts internacionalment pels plantejaments que fa relacionats amb les neurociències i centrats en el desenvolupament cerebral dels infants.
És una proposta per a abordar l'educació dels infants amb la revelació i reforç de les seves qualitats ocultes. Per a conèixer-les, Montessori presenta com a possibilitats l'observació en els períodes sensibles i la preparació d'un entorn sense obstacles. Els temes que tracta principalment són la psicoanàlisi, l'autonomia dels nens a l'hora de descobrir el món i la importància en l'esmentat procés de la percepció sensorial i el moviment lliure.
El llibre va ser escrit a Barcelona, tot i que alguns capítols havien estat publicats a París el febrer del 1936 i a Anglaterra l'agost del mateix any sota els títols respectius L'Enfant i The Secret of the Childhood. Es divideix en tres parts, que sumen 48 capítols. Tot i que va ser publicat originalment en francès amb el títol en italià, més endavant es va traduir a l'anglès, al castellà, a l'hindi i a l'italià.
Es considera que és una obra que no ha perdut interès amb el pas del temps. De fet, el darrer capítol tracta els drets dels infants, que al segle xxi hom malda encara per posar en pràctica, fins i tot al món occidental. Vist en retrospectiva, Il segreto dell'infanzia va ser una valuosa contribució al moviment de l'educació progressista i constitueix un bon resum dels posicionaments filosòfics i pedagògics de Montessori.